# Luís Macedo
Luís Macedo (Lordelo do Ouro, 26 maart 1965) is een Portugees componist, muziekpedagoog, dirigent en slagwerker. Hij is een zoon van het echtpaar José Alves Macedo,  muziekleraar, trompettist en dirigent en Maria Leonor Vieira da Costa.

## Levensloop
Macedo werd muzikaal opgeleid aan de Escola Superior de Música das Artes do Espectáculo (ESMAE) in Porto. Later studeerde hij aan het Conservatório de Música do Porto bij Cunha e Silva (viool), Lino Gaspar (muziektheorie en muzische vorming), Anacleto (akoestiek en muziekgeschiedenis), Gunther Arglebe (muziekgeschiedenis), Cesar de Morais (compositie), Pater Angelo (Italiaans) en Cândido Lima (compositie - voortgezette studies). Hij studeerde verder in cursussen en zomerscholen compositie, instrumentatie en slagwerk bij António Baptista en Carlos Voss. Ook orkestdirectie studeerde hij bij Cesário Costa aan de Katholieke Universiteit Portugal in Porto. Hij heeft deelgenomen aan cursussen voor HaFa-dirigenten in Barcelos onder leiding van António Baptista en Florin Totan, een docent uit Roemenië. 
Hij was van 1985 tot 2003 slagwerker in het koperensemble Sollemnium Concentus, dat toen van Eugénio Amorim en Cónego Ferreira dos Santos geleid werd. Hij was ook werkzaam als slagwerker in het "Orquestra do Porto" en speelde onder leiding van Jan Latham Koenig en Leone Magiera; dit orkest verzorgde ook nationale optredens met international bekende zangeressen en zangers zoals Luciano Pavarotti en Montserrat Caballé. Van 1983 tot 1992 was hij slagwerker in de "Banda Musical de Melres", waar zijn vader José Alves Macedo dirigent was. 
In oktober 1992 werd Luís Macedo opvolger van zijn vader als dirigent van de banda. Met het orkest verzorgde hij vele optredens (concerten, processies en marsen) in de regio Porto, vanzelfsprekend ook in 2001, toen Porto - naast Rotterdam - culturele hoofdstad van Europa was. In 2002 werd een eerste cd-opname gemaakt. Van maart 2005 tot april 2006 was hij dirigent van het Orquestra Sinfónica Particular de Espinho, dat gevormd was door jonge musici en studenten van de conservatoria van Porto en Aveiro, de ESMAE zoals van de Universiteit van Aveiro. Verder is hij dirigent van de Banda Musical de Gondomar.
Verder werkt hij als docent voor compositie en muziektheorie in de regio van Porto.
Als componist schrijft hij werken voor harmonieorkesten, vocale muziek en kamermuziek. In 2003 heeft hij op uitnodiging van de gemeente Vila do Conde en de muziekuitgeverij "Editora Quantitas" samen met de andere componisten Fernando Lapa, António Pinho Vargas, Sara Carvalho en Eduardo Luís Patriarca deelgenomen aan een project Eerste ontmoetingen voor hedendaagse muziek (Primeiros Encontros de Música Contemporânea), georganiseerd door de gemeente Vila do Conde. Tijdens een projectconcert werd zijn pianowerk Três Momentos Musicais door de Italiaanse pianiste Grazia di Venere in première gebracht. 

## Composities

### Werken voor banda (harmonieorkest)
- Homenagem a Manuel Silva, mars
- Irmãos Mota, mars

### Vocale muziek

#### Liederen
- 2003 Três Velhas, voor sopraan, dwarsfluit, klarinet, viool, altviool, cello en piano

### Kamermuziek
- A Christmas Dance Party, voor klarinetkwartet
- Memórias, voor trombonekwartet
- Natal, voor koperkwintet

### Werken voor piano
- 2003 Três Momentos Musicais